# Miehonjärvi
Miehonjärvi är en sjö i Finland. Den ligger i Letala stad och Pyhäranta kommun i landskapet Egentliga Finland, i den sydvästra delen av landet, 200 km väster om huvudstaden Helsingfors. Miehonjärvi ligger 19 meter över havet. I omgivningarna runt Miehonjärvi växer i huvudsak barrskog. Arean är 31,3 hektar och strandlinjen är 3,12 kilometer lång. Sjön  ingår i Bottenhavets kustområde. 